# Aaron Parks

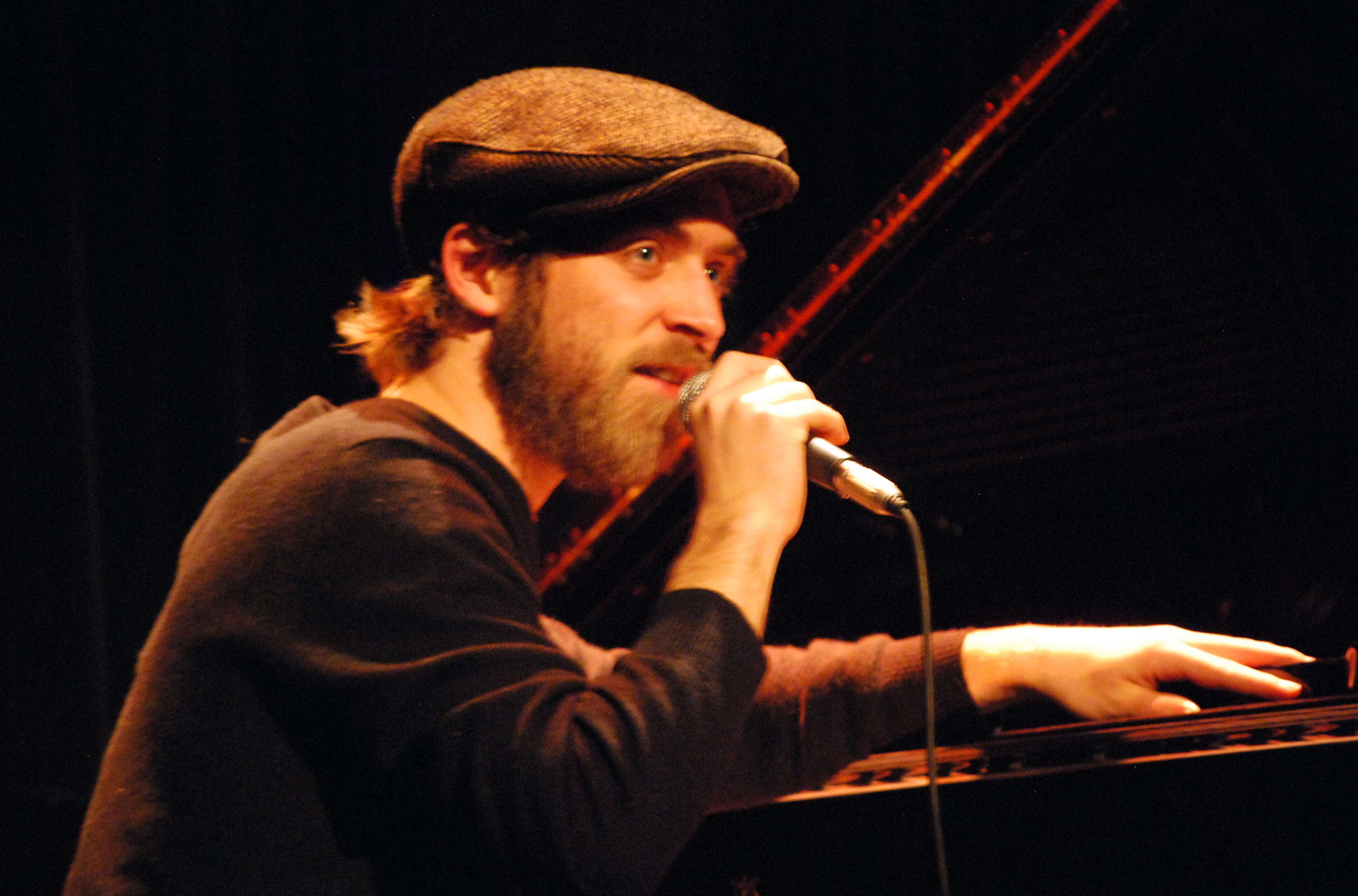
Aaron Parks bei einem Konzert im Treibhaus Innsbruck 2011

Aaron Parks (* 7. Oktober 1983 in Seattle) ist ein US-amerikanischer Jazzmusiker (Piano, Komposition).

## Leben und Wirken

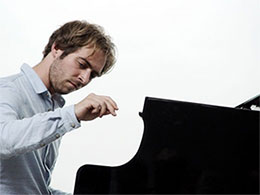
Aaron Parks (2014)

Parks wuchs auf Whidbey Island auf und begann als Kind Klavier zu spielen. Bereits mit vierzehn Jahren bekam er die Möglichkeit, an der University of Washington zu studieren. Mit sechzehn legte er ein erstes Album vor und wechselte an die Manhattan School of Music, wo er Unterricht bei Kenny Barron hatte und 2001 das Cole Porter-Stipendium der American Pianists Association erhielt. Mit achtzehn Jahren begann er seine Karriere bei Terence Blanchard, zu hören auf dessen Alben Bounce (2003), Flow (2005) und auf dem Soundtrack zu dem Spike-Lee-Film Inside Man (2006). Er wirkte auch bei Blanchards Requiem für die Opfer des Hurrikans Katrina, A Tale of God's Will (2007) mit, das mit einem Grammy ausgezeichnet wurde.
Nach einer Reihe von Veröffentlichungen auf kleineren Labels nahm Parks 2008 bei Blue Note mit Musikern wie Matt Penman, Eric Harland und Mike Moreno das Album  Invisible Cinema auf. 2013 veröffentlichte er bei ECM sein Solo-Debüt, in dem John Fordham, der Kritiker der britischen Tageszeitung The Guardian, Einflüsse von Béla Bartók ebenso wie von Herbie Hancock und Keith Jarrett hörte und Parks eine hell leuchtende Musikalität beschied. Er ist auch Mitglied der kollaborativen Formation James Farm um den Saxophonisten Joshua Redman, dessen zweites Album City Folk 2016 mit einem ECHO Jazz ausgezeichnet wurde.
Daneben arbeitete Parks u. a. mit Ambrose Akinmusire, Christian Scott, Kendrick Scott, Walter Smith III, Gretchen Parlato, Kurt Rosenwinkel, Ben van Gelder und Cornelia Nilsson (Where Do You Go?, 2024). Er komponierte für eigene Projekte, aber auch für Blanchard, Akinmusire, van Gelder, Monika Borzym oder Dayna Stephens.

## Diskographische Hinweise
- The Promise (1999)
- First Romance (2000)
- The Wizard (2001)
- Shadows (2002)
- Bounce (2003)
- Flow (2005)
- Invisible Cinema (2008)
- Arborescence (2013)
- Find the Way (2017)[3]
- Little Big (Ropeadope, 2018)
- Little Big II: Dreams of a Mechanical Man (2020)
- Aaron Parks Little Big: Live in Berlin (2023)
- Aaron Parks Little Big: Little Big III (2024)